# Ruspolia intactus
Ruspolia intactus är en insektsart som först beskrevs av Walker, F. 1869.  Ruspolia intactus ingår i släktet Ruspolia och familjen vårtbitare. Inga underarter finns listade i Catalogue of Life.